# أديسمويدس

أديسمويدس فلافا هو نوع من الخنفساء في عائلة الخنافس طويلة القرون، وهو النوع الوحيد في جنسأديسمويدس. تم وصفه بواسطة زاجيو في عام 1967.